# Barrio fino en directo
Barrio fino en directo è il secondo album live dell'artista musicale portoricano Daddy Yankee. Contiene le hit Rompe e Gangsta Zone. Il disco è una collezione di tutti i brani del suo album Barrio fino, cantati dal vivo.

## Tracce

### Barrio fino en directo
1. En directo (Echo) — 1:36
2. King Daddy (Live) (Luny Tunes) — 2:35
3. Dale caliente (Live) (Fido, Monserrate & DJ Urba) — 3:17
4. El empuje (Live) (Monserrate & DJ Urba) — 3:28
5. Tu príncipe (Live) (featuring Zion & Lennox) (Luny Tunes) — 3:35
6. Santifica tus escapularios (Live) (Luny Tunes) — 3:25
7. Corazónes (Live) (Echo & Diesel) — 3:37
8. No me dejes solo (Live) (Fido, Monserrate & DJ Urba) — 1:37
9. Lo que pasó, pasó (Live) (Luny Tunes & Eliel) — 3:37
10. Gasolina (Live) (Luny Tunes) — 5:06
11. Rompe (Fish, Monserrate & DJ Urba) — 3:08
12. Machucando (Luny Tunes) — 2:58
13. Gangsta Zone (featuring Snoop Dogg) (Nely & Naldo) — 3:33
14. Machete (Remix) (featuring Paul Wall) (Luny Tunes) — 3:27
15. Como dice que dijo (Skit) — 0:41
16. El truco (DJ Urba & Fish) — 3:39

#### Traccia Bonus
iTunes Bonus Track
1. El caldo (Luny Tunes) — 2:58

#### DVD
1. En directo (Documentary)
2. King Daddy
3. Dale caliente
4. El caldo
5. Gasolina
6. Corazones
7. Corazones - Behind the Scenes
8. Talento de barrio Trailer
9. Long Distance
10. Studio Recordings, Miami
11. Zion y Lennox, World Tour
12. Coming Soon
13. Photo Gallery - Barrio fino Album
14. Photo Gallery - Barrio fino Promo

### Video musicali
- Rompe
- Rompe Remix Feat. G-Unit
- Gangsta Zone Feat. Snoop Dogg

## Classifiche
| Classifiche (2005)              | Posizione più alta |
| ------------------------------- | ------------------ |
| United States Billboard 200     | 24                 |
| U.S. Billboard Top Latin Albums | 1                  |
| U.S. Billboard Top Rap Albums   | 6                  |